# Гапизов, Шахбан Рамазанович
Шахба́н Рамаза́нович Гапи́зов (англ. Shakhban Ramazanovich Gapizov, 1 декабря 1999, с. Мургук, Сергокалинский район, Дагестан, Россия) — российский боец смешанных боевых единоборств, выступающий в легчайшем и наилегчайшем весах. Занимает 52-е место в рейтинге из 273 активных ближневосточных бойцов в легчайшем весе . Чемпион Мира и России по ММА, Мастер спорта России международного класса по ММА, Мастер спорта России.

## Биография
Родился 1 декабря 1999 года в селе Мургук Сергокалинского района Республики Дагестана. По национальности — даргинец. Женат. В 16 лет Гапизов переехал в Оренбург, где и начинает свою любительскую карьеру, а затем и профессиональную.
В 2017 году Шахбан впервые становится чемпионом Оренбургской области. Затем Гапизов подтвердил свой титул многократно раз.
В 2019 году Гапизов выигрывает на Первенстве России по ММА. В финальном бою спортсмен встретился с Ахмедом Нуцалхановым.
С 10 ноября по 16 ноября 2019 года становится участником Чемпионата мира в организации IMMAF, в Бахрейн, где потерпел поражение от соперника.
В 2021 году участвует на Чемпионате России по ММА в городе Кемерово. Шахбан проводит 4 поединка и выходит в финал, где встречается с Анушевроном Тухтаевым. Проведя 3 раунда, Гапизов выигрывает судейским решением. В том же году получает звание Мастер спорта России по ММА.
С 24 ноября по 29 января 2022 год проводится чемпионат Мира организации IMMAF в Абу-Даби, где одерживает победу над бойцом из Швейцарии Оскаром Яскари. В финальном поединке даётся ему титул Чемпиона мира в весовой категории до 61.2 кг.
В конце 2022 года Гапизову присваивается звание Мастер спорта России международного класса по ММА.
В профессиональном дебюте на турнир EFC Selection 5 x Cup of Minin, Гапизов в первом раунде на 3-й минуте ударом в печень, одерживает победу на бойцом из египта Atiaa Eltiab.
Второй профессиональный бой произошёл на турнире Eagle FC: Selection 6. Гапизов ведёт поединок против Фируза Рахматшоева и техническим нокаутом побеждает Фируза на 51 секунде 1-го раунда.

## Спортивные результаты
- Первенство России по смешанному боевому единоборству (U20) 2019 —
- Чемпионат России по смешанному боевому единоборству 2021 —
- Чемпионат мира по смешанным единоборствам 2021 —

## Статистика боёв
| Результат | Рекорд | Соперник         | Способ               | Турнир                               | Дата     | Раунд | Время | Место                   | Примечание |
| --------- | ------ | ---------------- | -------------------- | ------------------------------------ | -------- | ----- | ----- | ----------------------- | ---------- |
| Победа    | 2-0    | Фируз Рахматшоев | ТКО (удары в голову) | Eagle FC: Selection 6                | 02.12.22 | 1     | 0:51  | Россия: Нижний Новгород |            |
| Победа    | 1-0    | Атия Эль-Таиб    | ТКО (удар в печень)  | Eagle FC: Selection 5 x Cup of Minin | 30.10.22 | 1     | 3:05  | Россия: Альметьевск     |            |